# ساموئل ویگناتو
ساموئل ویگناتو (انگلیسی: Samuele Vignato؛ زادهٔ ۲۴ فوریهٔ ۲۰۰۴) بازیکن فوتبال اهل ایتالیا است.
وی همچنین در تیم‌های ملی فوتبال زیر ۱۵ سال ایتالیا، زیر ۱۶ سال ایتالیا، و زیر ۱۸ سال ایتالیا بازی کرده‌است.